# Varalići
Varalići är en ort i Bosnien och Hercegovina.   Den ligger i entiteten Federationen Bosnien och Hercegovina, i den centrala delen av landet, 50 km norr om huvudstaden Sarajevo. Varalići ligger 713 meter över havet och antalet invånare är 494.
Terrängen runt Varalići är kuperad. Runt Varalići är det ganska tätbefolkat, med 93 invånare per kvadratkilometer.. Närmaste större samhälle är Zenica, 17,0 km väster om Varalići. 
Omgivningarna runt Varalići är en mosaik av jordbruksmark och naturlig växtlighet.